# Михаило Мономах
Михаило Сенахерејм Мономах (fl. 1315–1343/46) је био високи византијски званичник, који је служио као намесник Солуна и Тесалије . Достигао је високи чин мега коностаулоса .

## Живот
Михаило и његов брат Ђорђе Атуемес Мономах били су потомци породице Мономах, аристократске лозе која се протеже до 10. века. Њихов тачан однос са осталим члановима породице из раног 14. века није познат, а они су међу последњим потврђеним члановима породице у византијско доба. 
Михаило се први пут помиње 1315. године, када је служио као намесник ( кефале ) Солуна .  На истој канцеларији наставио је 1321. године, када је забележен као татас тес аулес, и 1327. године, када је био епарх .  У грађанском рату 1321–1328 подржао јецара Андроника II Палеолога против његовог унука цара Андроника III . 
Мономах је остао у Солуну до 1332/3. Те године је умро Стефан Габријелопулос, полунезависни владар западне Тесалије и делова југозападне Македоније . Габријелопулос је био византијски вазал, али суседни владар Епира, деспот Јован II Орсини, брзо је преузео његове територије. Као одговор,цар Андроник III је наредио Мономаху у Солуну да интервенише, пре него што је сам дошао у Тесалију на челу војске.  Византинци су убрзо повратили контролу над већим делом региона, иако историчар Божидар Ферјанчић сумња у Кантакузинову тврдњу да су епирске снаге биле потпуно протеране и да је цела Тесалија поново заузета у то време, указујући на недостатак царских повеља у западној Тесалији пре 1336, и инсистира да су царске снаге заузеле само источне делове региона 1332/3. Цар Андроник III, након што је презимио у тој области, оставио је Мономаха као управника нове провинције, са титулом протосеваста .   Најкасније у време смрти деспота Јована II Орсинија 1335. године, Мономах и цар Андроник III су могли да прошире византијску контролу и над западном Тесалијом, па чак и да напредују у сам Епир и заузму Јањину . 
Године 1338, цар Андроник III је завршио своју инвазију на срце Епира заузевши престоницу Епира, Арту, и припојивши Епир Царству. Овом потезу се успротивило локално становништво, које се следеће године побунило против владавине Палеолога. Епирци су се окупили око свог младог владара деспота Нићифора II Орсинија, који је избегао из византијског притвора и вратио се у Епир са трупама са анжујског двора у Напуљу . Побуњеници су заузели Арту и заробили византијског гувернера Теодора Синаденоса .  Сходно томе, крајем 1339. или почетком 1340. године, византијска војска под Мономахом и севастократором Јованом Анђелом напредовала је против побуњеника, а убрзо и сам цар. До краја године капитулирала су разна упоришта под контролом побуњеника. Деспот Нићифор II је добио титулу паниперсеваста и послат у Солун, где су му већ живеле мајка и сестра, а Епир се вратио под контролу Византије са севастократором Јованом Анђелом као намесником. 
Са избијањем новог грађанског рата између Јована Кантакузина и намесника цара Јована V Палеолога 1341. године, Мономах је у почетку покушао да остане неутралан, наводећи намеснике да конфискују његова имања у селу Чантакс близу реке Стримон .  Године 1342. напустио је или га је про-Кантакоузинска фракција протерала из Тесалије и отишао је у Сер, где се придружио антикантакузенистичким снагама које су држале град.   Отприлике у то време је добио име мега коностаулос, а умро је негде између 1343. и 1346. 